# Metz-en-Couture

Metz-en-Couture este o comună în departamentul Pas-de-Calais, Franța. În 1 ianuarie 2022 avea o populație de 606 de locuitori.